# Jaguar
Jaguar (Panthera onca)  är det största kattdjuret på den amerikanska kontinenten och förekommer i de tropiska delarna av Nord-, Central- och Sydamerika.

## Utseende
Jaguaren har en kroppslängd på 112–185 centimeter och en mankhöjd på 68–76 centimeter. Honan väger mellan 46 och 91 kilogram och hanen väger mellan 56 och 113 kilogram. De största jaguarer som har dokumenterats vägde omkring 161 kg. Svansens längd ligger på mellan 45 och 75 centimeter. Till utseendet är jaguaren på ovansidan oftast gulbrun, orangebrun eller rödbrun med svarta oregelbundna fläckar, och liknar därmed arten leopard, som förekommer i Gamla världen. På undersidan varierar pälsens grundfärg hos de flesta individer mellan ljusbrun och vitaktig. Fläckarna på övre halsen, ryggen och kroppssidorna bildar rosetter som ibland har mindre svarta punkter i mitten. Dessa små punkter saknas hos leoparden. Vid buken och på extremiteterna förekommer större svarta fläckar som dock sällan är större än rosetterna. Liksom hos leoparden förekommer melanism, som visar sig i helsvart pälsfärg, men fläckarna kan fortfarande urskiljas under rätt ljus. De svarta individerna betecknas ibland, liksom för leoparder, som panter.
Jaguarer som lever i regnskogen är oftast mindre och har mörkare färg än deras släktingar som lever på savanner eller i sumpområden.
Individerna blir i genomsnitt större än både geparden och leoparden. Å andra sidan är jaguarens svans i jämförelse med bålen kortare än leopardens svans.

## Levnadsområde
Jaguaren finns i Nord-, Central- och Sydamerika, från sydligaste USA till norra Argentina. De största jaguarerna finns i Mato Grosso i Brasilien. I historisk tid fanns de till och med i sydvästra Nordamerika, men de blev med människans utbredning allt mer sällsynta på 1960/1970-talet då cirka 18 000 djur dödades på grund av sin vackra päls.[källa behövs] I september 2012 syntes dock en jaguar i Arizona (sydost om Tuscon) där det nu tros möjligtvis finnas en mindre grupp jaguarer. 
När det finns en större vattenansamling i närheten kan jaguaren anpassa sig till flera olika habitat. Den förekommer bland annat i regnskogar, i mera torra lövfällande skogar, på savanner, i träskmarker eller i landskap med högt gräs. Sällan besöker arten torra buskskogar med torniga växter och öknar.
Arten vistas vanligen i låglandet och i kulliga områden. Den undviker högplatåer och klättrar i bergstrakter sällan högre än 2 670 meter över havet. Enstaka individer påträffades 3 000 meter över havet.

## Levnadssätt
Jaguarer lever allmänt ensamma och har ett territorium som varierar i storlek beroende på tillgång till föda och framkomlighet. Hanens revir är vanligen större än honans revir och dessutom förekommer stora reviröverlappningar mellan artfränder av olika kön. I den täta regnskogen i Belize har honor ett cirka 10 km² stort territorium medan storleken på hanarnas revir varierar mellan 28 och 40 km². I mera öppna landskap i sydvästra Brasilien lever honor i ett 25 till 38 km² stort territorium och hanarnas revir är ungefär av dubbel storlek. Sällan kan ett revir oberoende av individens kön vara 1000 km² stort. I regioner där växtligheten varierar mycket under olika årstider kan jaguaren byta till ett revir som ligger flera hundra kilometer bort.
Endast när honan är parningsberedd kommer de olika könen nära varandra. Jaguaren har trots sin robusta kroppsbyggnad ganska bra förmåga att klättra i träd, men den jagar oftast på marken. Dessutom simmar den bra och ofta. Individerna är huvudsakligen nattaktiva, men med hjälp av radiometriska undersökningar har det fastställts att de även är aktiva på dagen med en ökad rörlighet under skymningen och gryningen. Under dagen vilar de 40 till 50 procent av tiden. Jaguarer är ändå väldigt aktiva, när de väl är igång. De kan vandra flera kilometer utan att stanna för att äta eller dricka.

### Föda
Som rovdjur tar de bara animalisk föda, som de får tag i genom att smyga på sitt byte bakifrån. Efter en kort spurt överrumplas bytet av ett slag med tassen. Jaguarer är de enda storkatter som dödar sitt byte genom att sätta sina hörntänder i bytets skalle. Forskaren L.H. Emmons tror att jaguarens kraftiga skalle utvecklades för att öppna reptiler och sköldpaddor med fast skal. Andra bytesdjur är hjortdjur, navelsvin, tapirer, kapybaror, pakor, bältdjur och agutier. Trädlevande djur som primater och sengångare faller sällan offer för jaguaren. Vid vattnet jagar jaguaren även fiskar och till och med kajmaner. På grund av förstöringen av deras levnadsområde och människans utbredning tar de även boskapsdjur. När jaguarer känner sig hotade angriper de även människor. Några forskare har fastställt att jaguarer livnär sig av nästan alla djur som de kan få tag i. I magarna hos några individer hittades över 85 olika bytesdjur. Efter jakten äts bytet vid ett skyddat ställe.

### Fortplantning
Jaguarer har i utbredningsområdets centrala delar ingen särskild parningstid. Bara hos individer i de nordligaste respektive sydligaste regionerna av utbredningsområdet föder de flesta ungar under vissa årstider. I Mexiko föds de flesta ungar mellan juli och september och i norra Argentina sker födelsen oftast mellan mars och juli. Ibland är födelsen kopplad till regntiden när tillgången till byten är störst som i Belize mellan juni och augusti. Efter dräktigheten, som tar omkring hundra dagar, föder honan en eller två ungar och ibland upp till fyra ungar. De är vid denna tidpunkt blinda och har ullig men tydligt fläckad päls. Vanligen öppnas ögonen efter 3 till 13 dagar. För ungarnas uppfödande är honan huvudsakligen ansvarig, men hanen hjälper också till. Efter sex veckor har ungarna samma storlek som en vuxen huskatt och börjar att följa föräldrarna på deras vandringar. Efter första eller andra året lämnar ungarna föräldrarna. Jaguarer är oftast könsmogna vid tre års ålder. Medellivslängden ligger i naturen vid tio till tolv år och i fångenskap mellan 20 och 22 år. 

### Pumor

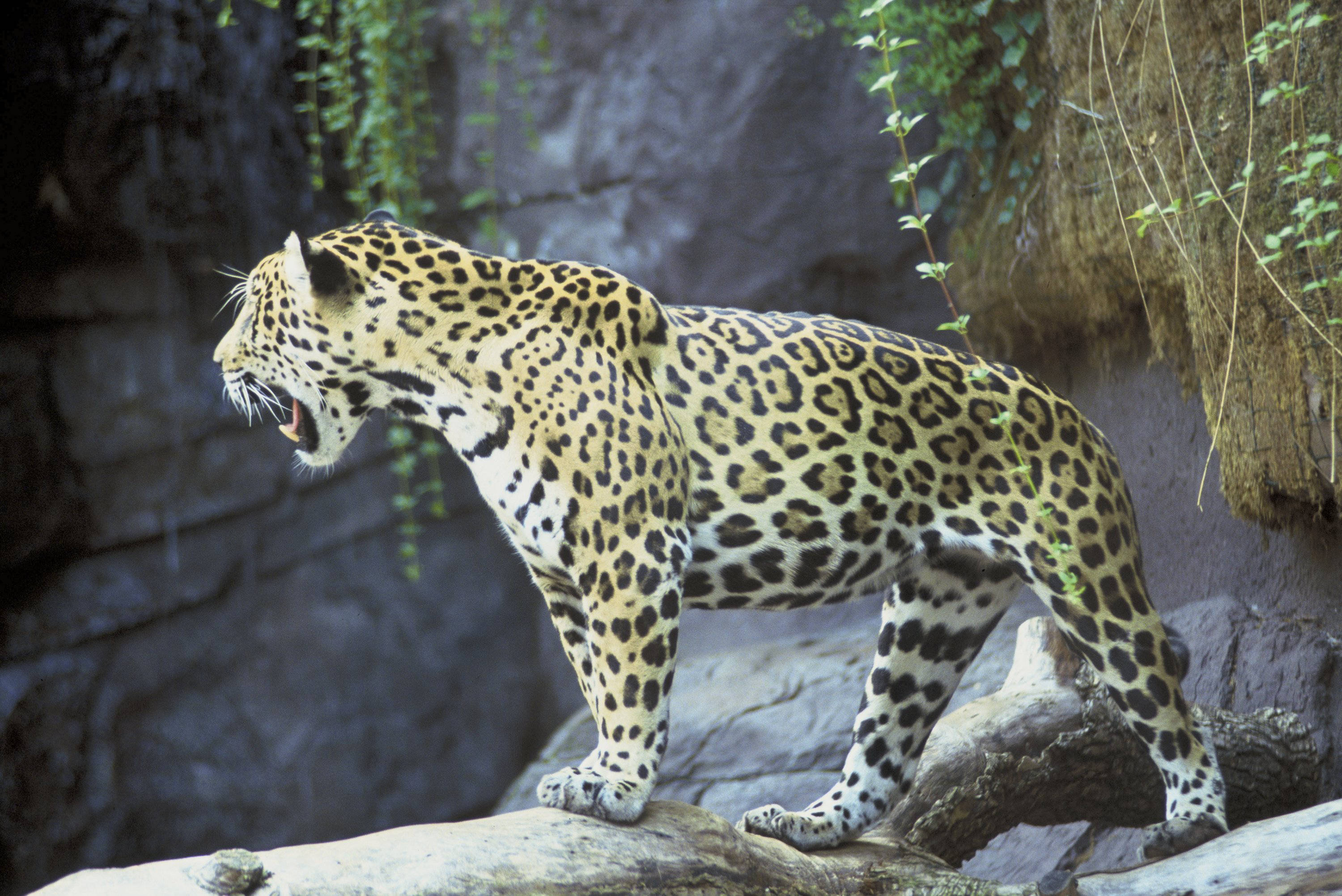
Fläckig jaguar

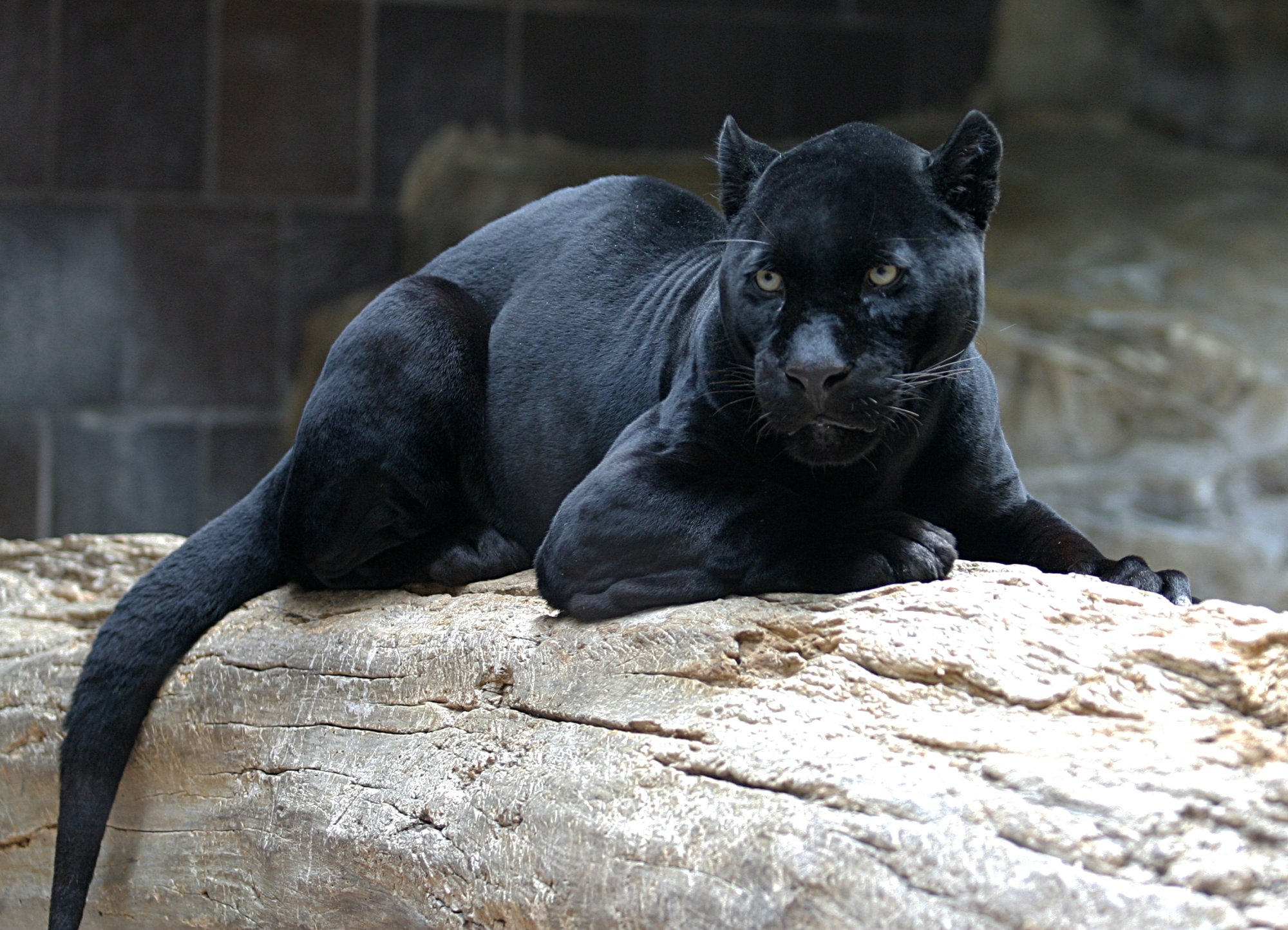
Svart jaguar

Jaguarer och pumor förekommer ofta i samma utbredningsområde. I dessa regioner jagar pumor huvudsakligen mindre djur i närheten av vatten för att undvika konkurrensen med jaguaren. Dessa två kattdjur tar skilda vägar och angriper inte varandra.

## Evolution
Jaguaren är den art som skilde sig tidigast från andra djur i släktet Panthera. Några forskare anser arten Panthera gombaszoegensis som direkt föregångare. Andra forskare betraktar samma art som anfader för lejonet. Tidiga släktingar till jaguaren vandrade över Berings sund till norra Amerika. Till och med i pleistocen låg den norra gränsen för artens levnadsområde i regionen som idag är delstaten Washington.  Jämfört med jaguarerna under istiden är de nu levande individerna mindre och smalare.

## Jaguarer och människor
Hos många ursprungsbefolkningar i Amerika spelar jaguarer en betydande roll som fabeldjur eller gudomlighet. Mayafolket dyrkade en gud i jaguargestalt som var härskaren över underjorden. Olika mayakungar smyckade sig med jaguarpäls och deras adliga familjer hade namn med anknytning till jaguaren. Även bland aztekerna fanns en krigarkast som bar jaguarpäls. 
I samband med människans utbredning anses jaguaren idag allt mer som skadlig för djurhållning. Bara under de senaste årtiondena har artens naturliga levnadsområde minskat med nästan 50 procent. Trots att handeln med jaguarpäls har förbjudits genom CITES-överenskommelsen faller många individer offer för tjuvskyttar. Dessa jagar arten på grund av att de får högre vinster för pälsen på den svarta marknaden. Jaguaren listas inte än som utrotningshotad, men beståndet minskar på ett oroväckande sätt.
Efter att pälshandeln och jakten förbjudits har jaguaren försvunnit i takt med att regnskogsområden huggits ner och röjts till åkrar och nya boplatser.

## Etymologi
Ordet jaguar spreds via portugisiskan och härstammar från den sydamerikanska språkgruppen tupí-guaraní. På guaraní heter det numera yaguareté 'äkta jaguar' eftersom ordet yaguará, ursprungligen använt för alla köttätande fyrfotingar, kom att användas specifikt för den importerade hunden. 
Hos äldre mayagenerationer var ordet jaguar en kunglig titel för prinsar, prinsessor och härskare.